# Lecoq-Methode
Die Ausbildungsmethoden des französischen Regisseurs und Schauspiellehrers Jacques Lecoq sind eine Technik zur Erlernung der Schauspielkunst. Im Kern der Schauspielerei geht es nach Lecoqs Auffassung um ein stark körperbetontes Spiel, das sich auf abstrakte Weise, losgelöst von Psychologie dem Wesenskern des jeweilig behandelten Themas annähert. Lecoqs Methoden sind beeinflusst durch Darstellungsformen wie der Akrobatik oder der Pantomime und gelten auch als Vorläufer des Performance-Theaters. 

## Lecoqs Ausbildungsmethode
Auch wenn Lecoq im Lauf der Jahre zahlreiche konkrete Methoden zur Erlernung der Schauspielkunst erarbeitet hat, ging es ihm stets darum, seinen Schauspielschülern viel Freiheit, etwa durch zahlreiche Improvisationsübungen, zu geben, um zahlreiche Aspekte der Schauspielerei für sich selbst entdecken zu können. Er sieht die Schauspielkunst als eine Reise, die im Inneren des Schauspielers stattfindet. Lecoqs Technik wird teils auch als starke Verbindung von Leben und Kunst beschrieben.
Seine Ausbildungsmethoden werden bis heute an der „L'École Internationale de Théâtre Jacques Lecoq“ in Paris unterrichtet. Teile seiner Techniken werden auch an vielen anderen Schauspielschulen überall auf der Welt gelehrt, z. B. an der renommierten „Royal Academy of Dramatic Art“ (RADA) in London.

## Bewegung
Einer der wesentlichen Bestandteile von Lecoqs Ausbildung ist die Analyse von Bewegungen, die dem Darsteller als Grundlage des Spiels dienen sollen. Bei den meisten Übungen werden Bewegungen erst vergrößert ausgeführt und dann schrittweise reduziert. Es geht bei Bewegungen, die eine Hin- und Rückbewegung haben, auch darum, den Moment der Bewegungslosigkeit bzw. der Schwebe zu finden. Darüber hinaus versuchte Lecoq in zahlreichen Übungen, die natürlichen Bewegungen der Kindheit mit seinen Schauspielschülern zu erarbeiten, um ihnen so die Bewegungen, die vor den auferlegten Verhaltensweisen da waren, näher zu bringen und auf diese Weise zur Freiheit ihrer Bewegungen zu verhelfen. Diese Übungen sind vielfach auch mit akrobatischen Übungen wie Purzelbäumen oder Handständen verknüpft.
Laut Lecoq gibt es grundsätzlich drei natürliche Arten der Bewegung: die Wellenbewegung, die umgekehrte Wellenbewegung und die Entfaltung.
Mit der „Wellenbewegung“ meint er eine vorwärts gerichtete Bewegung, etwa den menschlichen Gang. Mit der „umgekehrten Wellenbewegung“ beschreibt er eine rückwärtsgewandte Bewegung. Mit „Entfaltung“ meint er einen Bewegungsablauf, der von einer zusammengekauerten Haltung ausgeht und hin zu einem ausgestreckten, möglichst viel Raum einnehmenden Endzustand führt.
Im Zuge seiner Beschreibungen zur Bewegung stellte er auch fest, dass es zwei wesentliche Handlungen des Menschen gibt, nämlich „ziehen“ und „stoßen“. Diese beiden Handlungen können in vertikale, horizontale und diagonale Richtungen ausgeführt werden, was er mit dem Ausdruck „Rose der Kräfte“ beschreibt.
In seinem Werk „Der Poetische Körper“ legt er auch zahlreiche Grundhaltungen des menschlichen Körpers fest. So gibt es etwa den Samurai, der frontal und aufrecht steht, den großen Harlekin, der eine etwas vorgebeugte Körperhaltung einnimmt, den seitlichen Ausfallschritt, der in alle Richtungen variiert werden kann, und den Tisch, bei dem man eine vorgebeugte Haltung einnimmt.
Im Zuge der Ausbildung werden auch zahlreiche Bewegungen von simplen Grundsituationen aus erarbeitet. Diese Übungen dienen dem Darsteller später als Bausteine für das Spiel auf der Bühne. Beispielsweise gibt es eine Übung, bei der die Schauspielschüler in 57 verschiedenen Körperhaltungen in einer Fluchtsituation über eine Mauer steigen. Die einzelnen Körperhaltungen werden in dieser Übung präzise veranschaulicht und dann zu einer Gesamtbewegung verbunden.

## Tieranalyse
Ein weiterer wesentlicher Bestandteil von Lecoqs Ausbildungsmethoden ist die Analyse und Nachahmung von elementaren und natürlichen Tierbewegungen. Laut Lecoq gilt es hier als Erstes, den Kontakt des Tieres mit dem Boden zu erforschen: „Wie ist sein Kontakt zum Boden? Wie sind die Füße gebaut? Worin unterscheiden sie sich von unseren?“
In einem nächsten Schritt geht es darum, die Gangart des Tieres sowie dessen Körperhaltung zu finden. Darüber hinaus werden auch Verhaltensweisen der Tiere untersucht, wie etwa die tierische Dynamik beim Übergang von Entspannung zur Alarmbereitschaft.

## Atmung
Die Atmung des Darstellers ist laut Lecoq entscheidend für die Bedeutung der auszuführenden Handlung. So wird durch eine Person, die zum Abschied den Arm hebt und beim Armheben einatmet und beim Armsenken ausatmet, ein positives Abschiedsgefühl vermittelt. Kehrt man die Atmung des Darstellers jedoch um – also wenn dieser beim Armheben ausatmet und beim Armsenken einatmet –, so wird dem Publikum ein negatives Abschiedsgefühl vermittelt.

## Masken
Masken spielen in Lecoqs Ausbildung eine zentrale Rolle, da sie dem Darsteller dabei helfen sollen, den Fokus weg vom Gesicht und der Stimme hin zum Körper zu verlagern. In Lecoqs Methode gibt es drei Grundformen von Masken: die neutrale Maske, die expressive Maske und die Gegenmaske.
Laut Lecoq gibt es grundsätzlich zwei Möglichkeiten, mit einer Maske zu spielen: sich mit der Maske zu identifizieren oder gegen die Maske anzukämpfen.
Ausgehend von der Maske, die laut Lecoq in groben Zügen die Figur vorgibt und das Spiel vereinfacht, entscheidet der Darsteller durch seine Körperhaltung und Gesten, ob mit der Maske oder gegen die Maske gespielt wird.

## Farben
Im Zuge von Lecoqs Ausbildung beschäftigt man sich darüber hinaus mit Farben und Licht. Dabei versuchen die Schauspielschüler, verschiedene Farben darzustellen, ohne zuvor darüber nachzudenken. Laut Lecoq hat jede Farbe eine eigene Zeit, einen eigenen Raum und einen eigenen Rhythmus. So wird die Farbe Rot laut Lecoq von seinen Schülern oft als Explosionsbewegung dargestellt.

## Elemente
Ein wesentlicher Schlüssel zum Finden von Emotionen in Lecoqs Lehre ist das Spiel mit den Elementen: Feuer, Erde, Wasser und Luft. Dabei versuchen die Schauspielschüler, in Improvisationsübungen verschiedenste Elemente darzustellen bzw. auf diese Elemente zu reagieren. Diese Übungen dienen auch dem Herausarbeiten von einzelnen Körperpartien.
Beispielsweise reagieren die Schüler auf das Element Wasser, indem sie sich Wellen vorstellen, die sie mitreißen. In diesem Fall geht die Bewegung des Körpers vom Becken aus. Das Feuer hingegen hat einen ganz andren Rhythmus. Es ist eher innerlich, geht also vom Zwerchfell und der Atmung aus und hilft beispielsweise, das Gefühl der Wut zu erzeugen. Bei der Luft geht die Bewegung vom ganzen Körper aus, etwa wenn man gegen einen vorgestellten Sturm ankämpfen muss. Beim Element Erde geht die Bewegung von den Händen, aber auch von den Füßen aus, da man beispielsweise wie ein Baum tief verwurzelt in der Erde steht.
Diese Übungen können auch kombiniert werden, oder sie werden auf andere Materialien angewendet, wie etwa Holz, Blei, Gummi, Öl, den Vorgang bei der Zubereitung eines Omeletts etc.

## Worte und Sprache
In einem ersten Schritt versuchte Lecoq mit seinen Schülern, das einzelne Wort zu bearbeiteten und dessen dynamischen Gehalt zu erforschen. Dieser ist oft auch von der jeweiligen Sprache abhängig. So haben laut Lecoq die Wörter „ich nehme“ einen sanften und sammelnden Charakter, wohingegen „I take“, einen harten, reißenden Charakter hat.
In späteren Übungen versuchen die Schauspielschüler, Gedichte auf ihre Dynamik zu untersuchen und deren Worte in Bewegungen umzusetzen, oft auch in Bezug auf das Spiel mit den Elementen. Auf ähnliche Art und Weise wie die Gedichte setzen Lecoqs Schüler auch beispielsweise Musikstücke in Bewegung um.